# Wangchug Gyeltshen
Wangchug Gyeltshen (tib.: dbang phyug rgyal mtshan; chinesisch 旺出儿监藏) (Lebensdaten unbekannt) soll nach dem Abschnitt der Biographien berühmter Buddhisten und Daoisten (Shi-Lao zhuan) der Geschichte der Yuan-Dynastie (Yuanshi) von 1323 bis 1325 Kaiserlicher Lehrer (dishi / ti shri) des Mongolen-Kaisers Taiding (Yesun Timur Khan) gewesen sein, worüber sich in den tibetischen historischen Aufzeichnungen jedoch nichts findet. Wahrscheinlich war er der Vertreter des achten Kaiserlichen Lehrers Künga Lodrö Gyeltshen Pel Sangpo während dessen Abwesenheit von der Hauptstadt Dadu (Peking). Er war die neunte Person in diesem Amt des höchsten Mönchsbeamten der Zentralregierung für buddhistische Angelegenheiten.